# Fred de Graaf

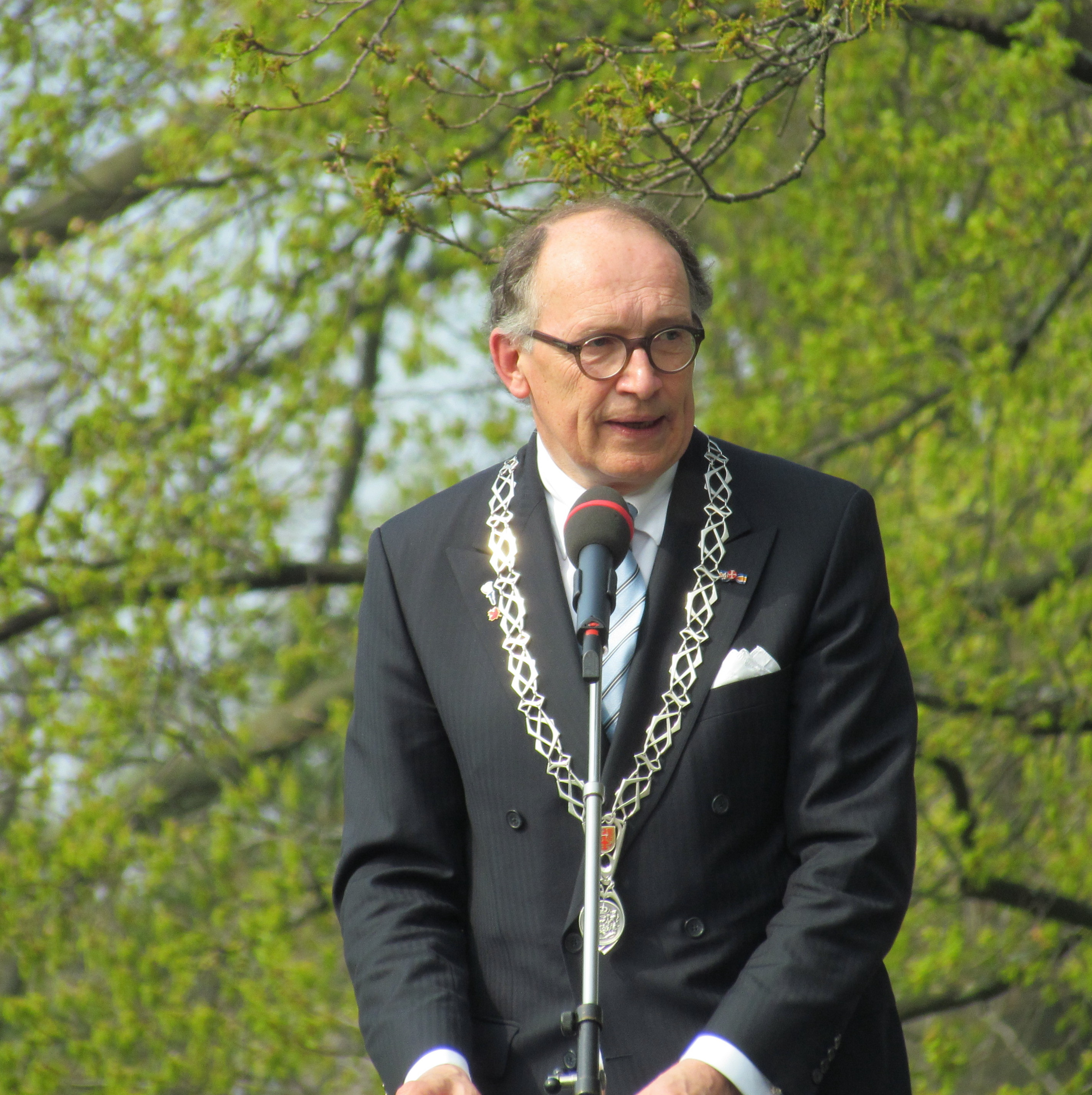
Fred de Graaf (2011)

Godefridus Jan „Fred“ de Graaf (* 28. Februar 1950 in Roosendaal) ist ein niederländischer Politiker der Volkspartei für Freiheit und Demokratie (Volkspartij voor Vrijheid en Democratie – VVD).
De Graaf studierte Jura. Zuerst war er Bürgermeister von Leersum und Vught. Danach war er Bürgermeister Apeldoorns, bis er am 28. Juni 2011 zum Vorsitzenden der Ersten Kammer der Generalstaaten wurde. Das Amt hatte er knapp zwei Jahre bis zum 18. Juni 2013 inne.
De Graaf war auch amtierender Bürgermeister von Amstelveen, Bronckhorst, Enschede, Heerde, Helvoirt und Udenhout.